# Station Orzeszkowo
Station Orzeszkowo is een spoorwegstation in de Poolse plaats Orzeszkowo.